# Àttooxxá
Àttooxxá (estilizado como ÀTTØØXXÁ) é uma banda brasileira criada em 2015, originada da Bahia. O grupo mistura pagodão, ritmo urbano originado do samba, e sons periféricos de várias partes do Brasil e do mundo ao bass culture mundial contemporâneo, do soundsystem à música eletrônica, com o intuito de ressignificar a música popular baiana elevando-a ao status de música pop.
O grupo é formado por Rafa Dias RDD, idealizador e produtor musical), Oz Bvng (vocal, bateria e percussão), Raoni Knalha (vocal) e Chibatinha (guitarrista).
Com três discos lançados, É Foda Porra, Blvckbvng e Luvbox - e vários singles com nomes notórios da nova geração, o grupo já se apresentou em importantes festivais nacionais e internacionais como Combina MPB, Coquetel Molotov, Latinoamerica 360 (México), Favela Sounds, Rec Beat, Bananada, Sai da Rede, Mada, Coala, Coma, Festival de Garanhuns, entre outros.[carece de fontes?]

## História
O Àttooxxá foi criado em 2015 pelo produtor musical RDD como um projeto de pesquisa para exploração da diversidade rítmica e percussiva da Bahia, plotada nas longas frequências do sub-grave e integrando-a com referências globais de música eletrônica. Naquele tempo, as produções eram bastante experimentais e, em suas palavras, "pouca gente entendia sua música".[carece de fontes?]
Ainda assim, seus diversos singles lançados independentemente fizeram parte de coletâneas como HyBrazil e a Novas Frequências, em parceria com a revista inglesa The Wire, e foram objeto de análise de blogs especializados em world music, como o Mad Decent, Generation Bass, La Croix Sound Ritual e Clubpopozuda. Os dois primeiros EPs, Ghetto Sub Square, produzido em homenagem à Timbalada, e Pra Tocar Na Rádio, ainda lhe renderam, em apenas um ano, mais de 100.000 plays no SoundCloud.[carece de fontes?]
Em 2016, a banda lançou o primeiro álbum do projeto, ÀTTØØXXÁ é F* P*, passando por diversos festivais underground no Brasil e no México.
No final ano, ele conheceu Oz e Chibatinha, que foram incorporados ao projeto e o álbum BLVCK BVNG (2017) foi lançado. A performance do grupo atraiu a atenção da crítica pela performance frenética e sem pausas, sendo indicado por alguns como melhor show do ano (2018).
O grupo criou uma série de eventos intitulados Bailaum BLVCK BVNG para promover o homônimo álbum e show. Em 2018, o hit "Elas Gostam" ganhou o título de Música do Carnaval de Salvador e apareceu como uma das músicas mais tocadas do ano, resultando num convite para o grupo se apresentar no MTV MIAW, ao lado de Pabllo Vittar.
LUVBOX (2018), o terceiro álbum, foi lançado com uma proposta diferente, um resgate do que se havia perdido na música popular baiana, o romantismo. O álbum tem como referências Soweto, Justin Bieber e Kendrick Lamar.
O ano de 2019 foi marcado pela estreia do grupo no bloco sem cordas puxado por Major Lazer, ÀTTØØXXÁ e Tropkillaz, que teve sua segunda edição também no carnaval de 2020.[carece de fontes?]
Em janeiro de 2020, participaram do single "A Noite Inteira", de Alice Caymmi.
Em setembro de 2020, RDD assinou a co-produção do single internacional de Anitta em parceria com Cardi B e Myke Towers, "Me Gusta". A música tem como ritmo base o pagodão e, entre os autores, estão RDD e Chibatinha.[carece de fontes?]

## Discografia
- É Foda Porra (2016)
- Blvckbvng (2016)
- Luvbox (2018)